# Carsten Dehmlow
Carsten Dehmlow (1977) es un deportista alemán que compitió en natación.
Ganó siete medallas en el Campeonato Europeo de Natación en Piscina Corta, en los años 1998 y 2004.

## Palmarés internacional
| Campeonato Mundial en Piscina Corta | Campeonato Mundial en Piscina Corta | Campeonato Mundial en Piscina Corta | Campeonato Mundial en Piscina Corta |
| Año                                 | Lugar                               | Medalla                             | Prueba                              |
| ----------------------------------- | ----------------------------------- | ----------------------------------- | ----------------------------------- |
| 1998                                | Sheffield (Reino Unido)             | Medalla de bronce                   | 4 × 50 m libre                      |
| 2001                                | Amberes (Bélgica)                   | Medalla de oro                      | 4 × 50 m estilos                    |
| 2002                                | Riesa (Alemania)                    | Medalla de oro                      | 4 × 50 m estilos                    |
| 2003                                | Dublín (Irlanda)                    | Medalla de oro                      | 4 × 50 m estilos                    |
| 2003                                | Dublín (Irlanda)                    | Medalla de plata                    | 4 × 50 m libre                      |
| 2004                                | Viena (Austria)                     | Medalla de oro                      | 4 × 50 m estilos                    |
| 2004                                | Viena (Austria)                     | Medalla de plata                    | 4 × 50 m libre                      |